# Colonia Hubinek
Kolonia Hubinek [pronunciación en polaco: /kɔˈlɔɲa xuˈbinɛk/] es una aldea en el distrito administrativo de Gmina Ulhówek, dentro del condado de Tomaszów Lubelski, voivodato de Lublin, en el este de Polonia, cerca de la frontera con Ucrania. Se encuentra a unos 7 kilómetros oeste de Ulhówek, 20 kilómetros este de Tomaszów Lubelski, y 119 kilómetros al sureste de la capital regional Lublin.